# Justin Kripps
Justin Kripps  (Naalehu, 6 januari 1987) is een Canadees bobsleepiloot. 
Kripps begon zijn carrière als remmer van Pierre Lueders en nam samen met hem deel aan de Olympische Winterspelen 2010 in eigen land. Na de spelen werd Kripps bobpiloot. Het eerste jaar nam Kripps deel aan de North American Cup. Vanaf 2011-2012 ook aan de wereldbeker en de kampioenschappen. Kripps haalde zijn eerste medaille op een mondiaal kampioenschap in 2012 op de estaffete. Tijdens de spelen van 2014 bleef Kripps buiten de medailles. Kripps behaalde zijn grootste successen in 2018 met het winnen van de wereldbekerklassement  in de tweemansbob en het algemene klassement. Tijdens de Olympische Winterspelen 2018 won Kripps samen met zijn remmer Alexander Kopacz won hij de olympische gouden medaille in de tweemansbob deze medaille moest hij wel delen met de Duitsers Francesco Friedrich en Thorsten Margis.

## Resultaten

### Olympische Winterspelen
| Jaar | Plaats      | Resultaten                                 |
| ---- | ----------- | ------------------------------------------ |
| 2010 | Vancouver   | 5e in de viermansbob                       |
| 2014 | Sotsji      | 6e in de tweemansbob 29e in de viermansbob |
| 2018 | Pyeongchang | in de tweemansbob · 6e in de viermansbob   |

### Wereldkampioenschappen
| Jaar | Plaats       | Resultaten                                                     |
| ---- | ------------ | -------------------------------------------------------------- |
| 2007 | Sankt Moritz | 21e in de viermansbob                                          |
| 2009 | Lake Placid  | 10e in de viermansbob                                          |
| 2012 | Lake Placid  | 17e in de tweemansbob · in de estafette                        |
| 2013 | Sankt Moritz | 12e in de tweemansbob 21e in de viermansbob 6e in de estafette |
| 2015 | Winterberg   | 21e in de tweemansbob 13e in de viermansbob 4e in de estafette |
| 2016 | Igls         | 16e in de viermansbob                                          |
| 2017 | Königssee    | in de tweemansbob · 6e in de viermansbob · 9e in de estafette  |

### Wereldbeker
| Seizoen   | Tweemans | Viermans | Algemeen |
| --------- | -------- | -------- | -------- |
| 2011/2012 | 30.      | 26.      | 29.      |
| 2012/2013 | 15.      | 16.      | 17.      |
| 2013/2014 | Brons    | 7.       | 6.       |
| 2014/2015 | 8.       | 8.       | 7.       |
| 2015/2016 | 7.       | 6.       | 6.       |
| 2016/2017 | 9.       | 10.      | 9.       |
| 2017/2018 | Goud     | 4.       | Goud     |

1932: Hubert Stevens / Curtis Stevens ·
1936: Ivan Brown / Alan Washbond ·
1948: Felix Endrich / Friedrich Waller ·
1952: Andreas Ostler / Lorenz Nieberl ·
1956: Lamberto Dalla Costa / Giacomo Conti ·
1964: Anthony Nash / Robin Dixon ·
1968: Eugenio Monti / Luciano De Paolis ·
1972: Wolfgang Zimmerer / Peter Utzschneider ·
1976: Meinhard Nehmer / Bernhard Germeshausen ·
1980: Erich Schärer / Josef Benz ·
1984: Wolfgang Hoppe / Dietmar Schauerhammer ·
1988: Jānis Ķipurs / Vladimir Kozlov ·
1992: Gustav Weder / Donat Acklin ·
1994: Gustav Weder / Donat Acklin ·
1998: Günther Huber / Antonio Tartaglia en Pierre Lueders / David MacEachern ·
2002: Christoph Langen / Markus Zimmermann ·
2006: André Lange / Kevin Kuske ·
2010: André Lange / Kevin Kuske ·
2014: Beat Hefti / Alex Baumann ·
2018: Francesco Friedrich / Thorsten Margis en Justin Kripps / Alexander Kopacz ·
2022: Francesco Friedrich / Thorsten Margis